# Злоте Тараси
„Злоте Тараси“ (в превод: „Златни тераси“) е търговски комплекс в центъра на Варшава, Полша.
Разположен е до Варшавската централна гара между улиците „Йоан Павел II“ и „Емилия Плятер“. Отваря врати на 7 февруари 2007 г.

## Сграда
Архитектурният прект на „Злоте Тараси“ е създаден от Jerde Partnership. Общата площ на сградата достига до 250.000 м². Включва 200 магазина и ресторанта (заемащи 63 500 м²), хотел, кино (8 екрана, 2560 места, отваря врати на 31 август 2007 г.) и подземен паркинг гараж с капацитет 1400 коли. Сградата струва 500 милиона щатски долара.

## Галерия
- Част от Златните тераси
- Злоте Тараси през нощта
- Стъкленият покрив през нощта
- Интериор в комплекса